# Free Software Foundation
Pour les articles homonymes, voir FSF.
La Free Software Foundation (FSF) (litt. « Fondation logiciel libre » - nom intensifié par surtraduction dans de nombreuses langues, officiellement en français « Fondation pour le logiciel libre »), est une organisation américaine à but non lucratif fondée par Richard Stallman le 4 octobre 1985, dont la mission est la promotion du logiciel libre et la défense des utilisateurs.
La FSF aide également au financement du projet GNU depuis l'origine. Son nom est associé au mouvement du logiciel libre.

## Logiciel libre
La fondation est à l'origine des quatre règles fondatrices du logiciel libre :
1. La liberté d'exécuter le programme, pour tous les usages (liberté 0).
2. La liberté d'étudier le fonctionnement du programme, et de l'adapter à ses besoins (liberté 1). Pour ceci l'accès au code source est une condition requise.
3. La liberté de redistribuer des copies, donc d'aider son voisin (liberté 2).
4. La liberté d'améliorer le programme et de publier des améliorations, pour en faire profiter toute la communauté (liberté 3). Pour ceci l'accès au code source est une condition requise.

## Projet GNU

### Protection légale

Logo de la Licence publique générale GNU v.3

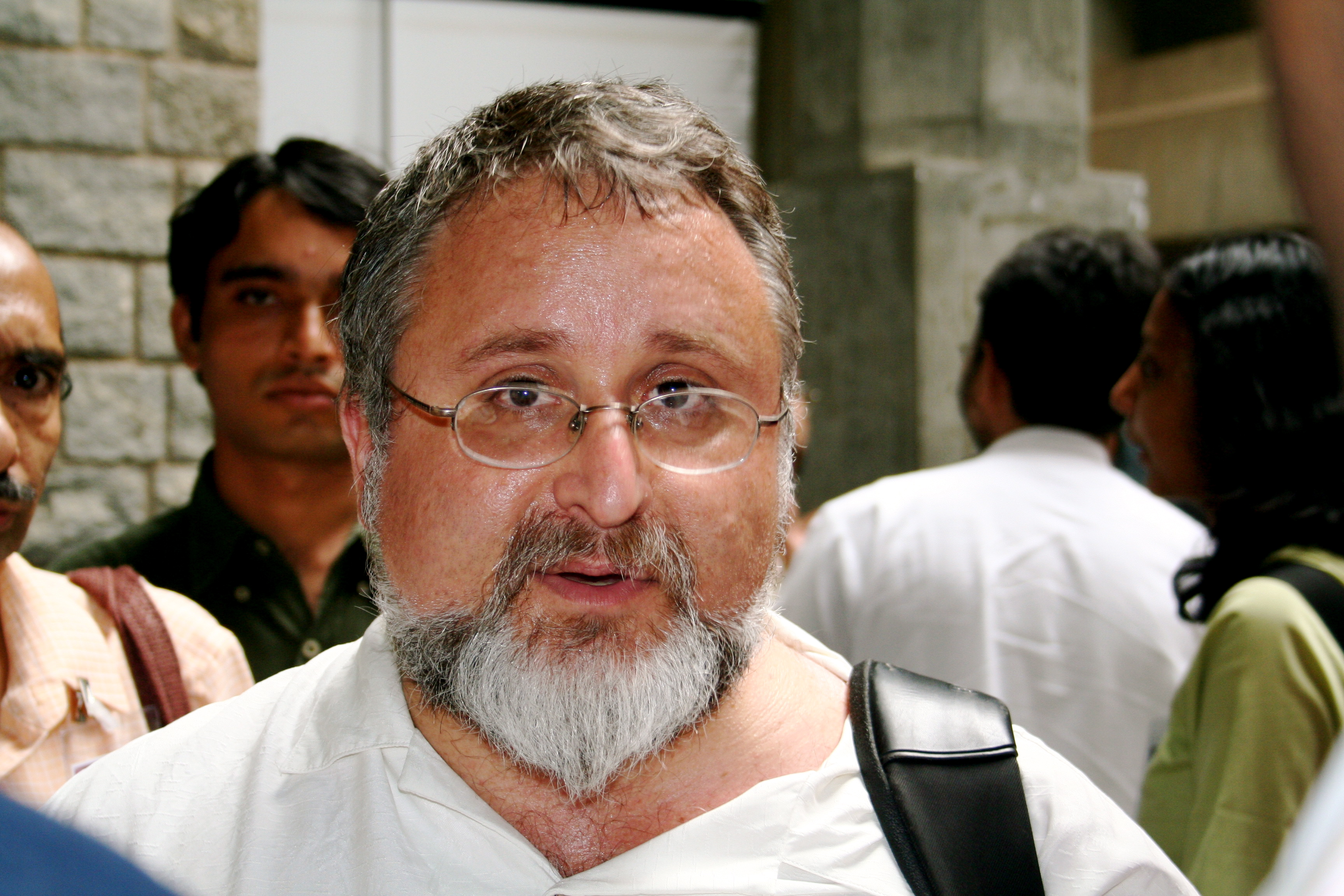
Eben Moglen.

En concevant les licences GNU GPL, LGPL et FDL sous l'égide de Richard Stallman et d'Eben Moglen, la fondation devient une protection légale pour GNU. Dans un environnement juridique marqué par l'empreinte du droit d'auteur, le projet GNU s'organise dès l'origine en cédant ses droits à la fondation. La notion de copyleft introduite par la GPL permet de protéger la construction communautaire du projet GNU. C'est une forme de gouvernance adaptée aux biens communs et représentée par le projet politique de la fondation.
Ce mécanisme sera plus tard reproduit par la fondation Mozilla. En dehors du projet GNU, cette protection est assurée pour les projets de logiciels libres qui le souhaitent par d'autres organisations comme Software Freedom Conservancy (en), Software in the Public Interest ou Software Freedom Law Center, une structure affiliée à la FSF.

### Financement
La FSF employait à l'origine certains hackers du projet.

## Communauté du logiciel libre
La Free Software Foundation est un acteur majeur dans la communauté du logiciel libre. Elle compte à ce jour[Quand ?] plusieurs milliers d'adhérents à travers le monde. Elle soutient par ailleurs plusieurs projets en dehors du projet GNU[source secondaire souhaitée].
Fin 2018, la FSF indique qu'elle compte plus de 5 000 membres.

### Techniques
- Distribution GNU/Linux gNewSense.
- coreboot, un projet de BIOS libre soutenu par la FSF.
- Libreboot une distribution du BIOS libre coreboot ne contenant aucun blob de code propriétaire, fondée par Leah Rowe. Son développement est soutenu par la Free Software Foundation, dans le cadre de sa campagne pour un BIOS libre, et le projet est membre de la Peers Community.
- Répertoire du logiciel libre.
- Le projet h-node vise à constituer une base de données hardware dans le but d'identifier les périphériques adaptés aux critères des distributions GNU/Linux basées exclusivement sur des logiciels libres.

### Militantisme

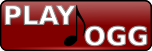
Campagne Play Ogg.

- LibrePlanet, un espace de communautés locales à travers le monde.
- GNU Generation[3][source insuffisante], une communauté impliquant les adolescents dans les logiciels libres.
- Defective by Design, une initiative contre la gestion des restrictions numériques.
- Formats libres : la fondation soutient depuis 2009 une campagne pour la promotion des formats audio OGG Vorbis et vidéo OGG Theora, et encourage depuis 2010 l'entraide communautaire[4][source insuffisante] pour l'utilisation de ces formats.
- « Éliminer les Brevets Logiciels » (en anglais End Software Patents), une campagne mondiale contre les brevets logiciels.

#### Anciens projets
- BadVista

## Organisation interne

### Budget
Les fonds proviennent principalement de souscriptions des membres de l'association, de dons, et accessoirement de la vente de goodies (tee-shirts, CD-ROM, livres...).

### Adhésion
Le 25 novembre 2002, la FSF lance la « FSF Associate Membership program for individuals ». En mars 2005, plus de 3 400 membres sont adhérents. Le 5 mars 2003 est lancé le Corporate Patron program for commercial entities, un programme concernant les entreprises. En avril 2004, 45 entreprises participent à ce programme[source secondaire souhaitée].

### Organigramme et Leadership
La FSF a un conseil d'administration avec six membres :
- Richard Stallman : Président (bénévole) jusqu’à septembre 2019[6], puis de nouveau à partir de 22 mars 2021[7]
- Alexandre Oliva, vice président, entré le 28 août 2019, fondateur de la Free Software Foundation Latin America, mainteneur de Linux-libre.
- Kat Walsh, avocate spécialisée en droit des licences, acteur majeur dans la licence Creative Commons
- Henri Poole, Fondateur de CivicActions, agence spécialisée dans la défense des droits civiques à l'échelle locale.
- Gerald Sussman, Professeur d'informatique au MIT
- Odile Bénassy, directrice depuis le 5 août 2020[8],[6].

#### Autres postes
- Geoffrey Knauth (en), président depuis le 5 août 2020[8],[6],[9]. Ingénieur logiciel sénior à SFA, Inc.
- Eben Moglen : General Counsel (bénévole)
- Dan Ravicher : Senior Counsel (bénévole)
- David « Novalis » Turner : chargé de mission « compatibilité GPL »
- John Sullivan : Directeur (en anglais, Executive Director)
- Ted Teah : chargé d'attribuer les droits d'auteur
- Joshua Ginsberg, Administrateur système
- Justin Baugh, Administrateur système
- Ward Vandewege, Administrateur système
- Tony Wieczorek, Program Assistant

#### Anciens employés

##### Hackers GNU
- Thomas Bushnell : GNU Hurd
- Roland McGrath : GNU C Library, GNU Make, GNU Hurd
- Leonard Tower
- Mike Haertel : GNU Diffutils, GNU grep
- Pete TerMaat : GDB
- Phil Nelson
- Jay Fenlason : GNU sed et hacker GNU Awk.
- Brian Fox : Bash
- Noboyuki Hikichi
- Paul Rubin : Hacker C++ et auteur de GNU Awk, l'implémentation awk par le projet GNU.
- Ariel Rios : GNU hacker, GNU Guile
- Randy Smith : GDB
- Tom Lord : programmeur Lisp et Scheme, auteur du logiciel de gestion de versions GNU Arch.

##### Autres employés
- Leslie Proctor : Relations publiques.
- Robert J. Chassell : Directeur fondateur et trésorier.
- Tim Ney : CEO 1998-2001
- Jonathan Watterson : à l'origine du projet digital-speech.
- Lisa « Opus » Goldstein : Directeur de l'édition GNU Press
- Janet Casey : Mainteneur du répertoire du logiciel libre.
- Jim Blair : Administrateur système.
- Bradley M. Kuhn : ancien directeur jusqu'en 2005.
- Peter T. Brown : ancien directeur de 2005 à 2011.

#### Leadership
- Hal Abelson : membre du conseil d’administration après la création de la fondation.

## Récompenses
- 1999 : Linus Torvalds Award pour l'informatique libre (Open Source Computing)[10]
- janvier 2004 : l’UNESCO élève le logiciel libre au rang de patrimoine mondial de l’humanité et confère à GNU la valeur symbolique de « Trésor du monde »[11]
- 2005 : prix Ars Electronica : médaille de distinction dans la catégorie Communautés numériques (Digital Communities)[12]

## Relations extérieures
Cette section ne s'appuie pas, ou pas assez, sur des sources secondaires ou tertiaires indépendantes du sujet. Le texte peut contenir des analyses inexactes ou inédites de sources primaires.
Pour l'améliorer, ajoutez-en, ou placez des modèles {{Source secondaire souhaitée}} ou {{Source secondaire nécessaire}} sur les passages mal sourcés. (décembre 2022)
La FSF Europe, la FSF India, la FSF Latin America (Free Software Foundation Latin America) et la FSF France sont quatre organisations sœurs distinctes de la FSF.
L'organisation SFLC est affiliée à la FSF.
La FSF est également solidaire d'autres organisations telles que l'EFF. et l'association Gpl-violations.org.
Elle soutient par ailleurs la journée du logiciel libre avec l'utilisation de sa plateforme communautaire LibrePlanet[source insuffisante].

## Critiques et controverses
En mars 2021, le retour de Richard Stallman est annoncé suscitant de vives controverses avec la publication d'une lettre ouverte contre son retour  demandant sa démission ainsi que celle de l’ensemble du conseil d’administration de la FSF,. Elle est signée par plus de 3 000 personnes et une soixantaine d’organisations comme Creative Commons, la fondation GNOME et Mozilla, avant que le recueil de signatures soit clôturé au 1er avril 2021. En réaction, une autre lettre ouverte, celle-ci en soutien à Stallman, est publiée. Elle demande son maintien à la FSF, tout en affirmant que ses propos et comportements ont été déformés. Début avril 2021, elle est signée par plus de 6 000 personnes,.
À la suite de ces événements, le Conseil du projet Fedora décide d’arrêter tout financement vers toute organisation à la tête de laquelle Richard Stallman se trouverait. Red Hat prend une décision similaire en arrêtant de financer la FSF. Du côté de la FSF, plusieurs membres de la direction de l’organisation annoncent leur démission.
À la suite des critiques liées au retour de Richard Stallman à la FSF, un groupe de mainteneurs attachés à la réforme de la gouvernance du projet décide de forker et de créer GNU Assembly le 16 avril 2021,,,.

## LibrePlanet
Cette section ne s'appuie pas, ou pas assez, sur des sources secondaires ou tertiaires indépendantes du sujet. Le texte peut contenir des analyses inexactes ou inédites de sources primaires.
Pour l'améliorer, ajoutez-en, ou placez des modèles {{Source secondaire souhaitée}} ou {{Source secondaire nécessaire}} sur les passages mal sourcés. (décembre 2022)

Logo LibrePlanet.

LibrePlanet (littéralement, « Planète libre ») est un projet communautaire créé en 2006 et soutenu par la FSF Free Software Foundation. L'objectif de cette initiative est la promotion du logiciel libre à travers le monde en fédérant des communautés locales et en organisant tous les ans une conférence internationale.

### Conférence
La conférence est organisée tous les ans[pertinence contestée] par la fondation du logiciel libre à Boston, siège de la fondation. Depuis 2007 la FSF organise une cérémonie pour la remise des prix du logiciel libre.